# L'Art de jouer les pions
L’Art de jouer les pions est un ouvrage pionnier sur la stratégie échiquéenne du théoricien autrichien Hans Kmoch (Maître international) et considéré comme un classique de la littérature échiquéenne. 

## Contenu
Originellement publié en allemand en 1956 par Siegfried Engelhardt (Berlin), ce livre étudie principalement les structures de pions émanant de la partie espagnole et de la défense Benoni, qui étaient les plus courantes dans les années 1950.
Il traite moins de l'art de jouer les pions que de l'analyse statique — là où des notions telles que « bon fou  » / « mauvais fou  », avant-poste, occupation des colonnes (semi-)ouvertes sont les plus importantes — des structures de pions. Ce n'est pas tout à fait un ouvrage sur la stratégie globale, car il traite peu du dynamisme (variantes concrètes...).

## Terminologie spécifique
Dans un souci didactique, Kmoch a proposé toute une nouvelle terminologie, comme :
- « Levier »[4] : deux pions adverses placés de manière à ce qu'ils peuvent se capturer l'un l'autre (par exemple :  e4/d5 pour les blancs, et e5/d4 pour les Noirs)[5] ;

- « Bélier »[4] : pions directement opposés qui se bloquent mutuellement ;

- « Leucopénie »[1] (faiblesse de cases blanches) / « Mélanopénie »[1] (faiblesse sur les cases noires) ;

- « Empan » : distance verticale derrière le pion jusqu'au bord de l'échiquier ;

- « Formation de saut »[4] : deux pions centraux adverses positionnés sur des colonnes semi-ouvertes et à un saut de Cavalier. Par exemple, après : 1. e4 e6 2. d4 d5 3. Cc3 dxe4 4. Cxe4, le pion d4 des Blancs et le pion e6 des Noirs sont positionnés à un saut de Cavalier, sur des colonnes semi-ouvertes. Les leviers de libération des Noirs sont ...c7-c5 ou ...e6-e5 (chacun de ces coups nécessite toutefois une certaine préparation).

## Postérité
Viswanathan Anand a déclaré que cet ouvrage a été, avec Principes fondamentaux du jeu d'échecs de José Raúl Capablanca, un de ses favoris dans sa formation. Cependant, le vocabulaire technique et le style dense de Kmoch peuvent rebuter certains lecteurs. 
Quoi qu'il en soit, du fait de la terminologie nouvelle, ce n'est pas un livre qui se dévore vite ; sa lecture exige des efforts. D'autres ouvrages plus récents — et généralement jugés plus accessibles — ont suivi l'œuvre de précurseur de Kmoch :
- Andrew Soltis : Pawn Structure Chess, Tartan Books, 1976,  (ISBN 0-6791-4475-7), rééd. McKay 1995,  (ISBN 0-8129-2529-7), recommandé par John Donaldson (en)[1].
- Dražen Marović : Understanding Pawn Play in Chess (Gambit Publications, 2000) et Dynamic Pawn Play in Chess (Gambit, 2001).
- Mauricio Flores Ríos (en) : Les structures de pions aux échecs: Comprendre les ouvertures - Motifs typiques et plans détaillés,  2e éd., Le Pion Passé Éditions, 2018, 536 pages,  (ISBN 979-1095-35007-1).
- Samuel Shankland : Petits pas, grands progrès ! Le jeu des pions aux échecs, Éditions Olibris, 348 p., 2024,  (ISBN 979-1097-14066-3).

## Éditions
- Hans Kmoch (trad. de l'allemand par Sylvain Zinser), L'Art de jouer les pions : Une contribution à la stratégie échiquéenne [« Die Kunst der Bauernführung. Ein Beitrag zur Schachstrategie »], Payot, 1994, 287 p. (ISBN 978-222-888-770-0).
- (en) Hans Kmoch, Pawn power in chess, Dover Publications, 2013, 320 p. (ISBN 978-0486-31969-8).